# Propsteikirche St. Johannes Baptist

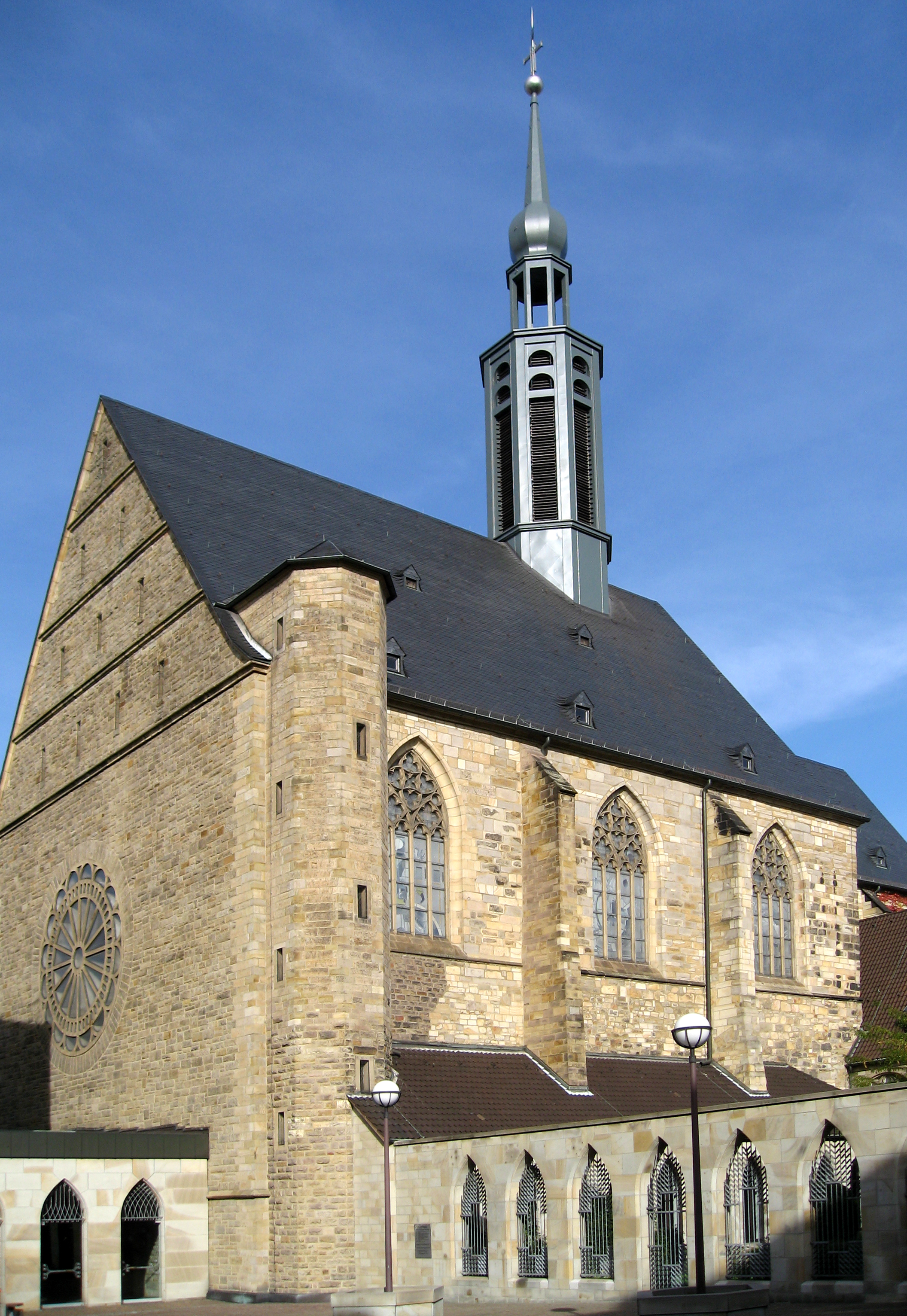
Propsteikirche St. Johannes Baptist in Dortmund

Die Propsteikirche St. Johannes Baptist ist eine der vier innerstädtischen Kirchen Dortmunds. Die Kirche liegt südlich des Westenhellwegs und westlich des Hansaplatzes. Sie ist die einzige römisch-katholische Kirche innerhalb des Dortmunder Wallrings.

## Geschichte

### Dominikanerkloster

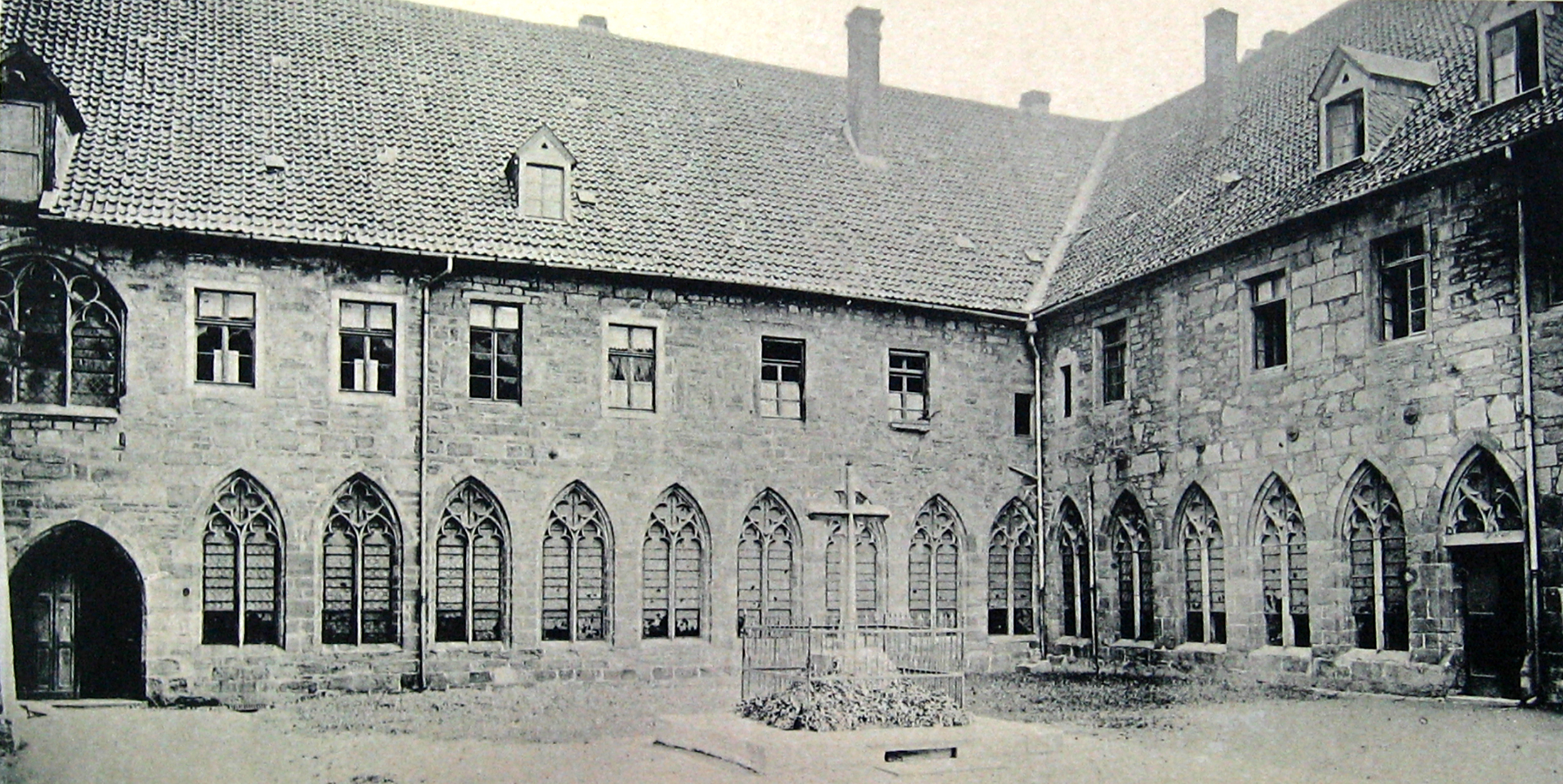
Propsteikirche, Kreuzgang, Zustand von 1894

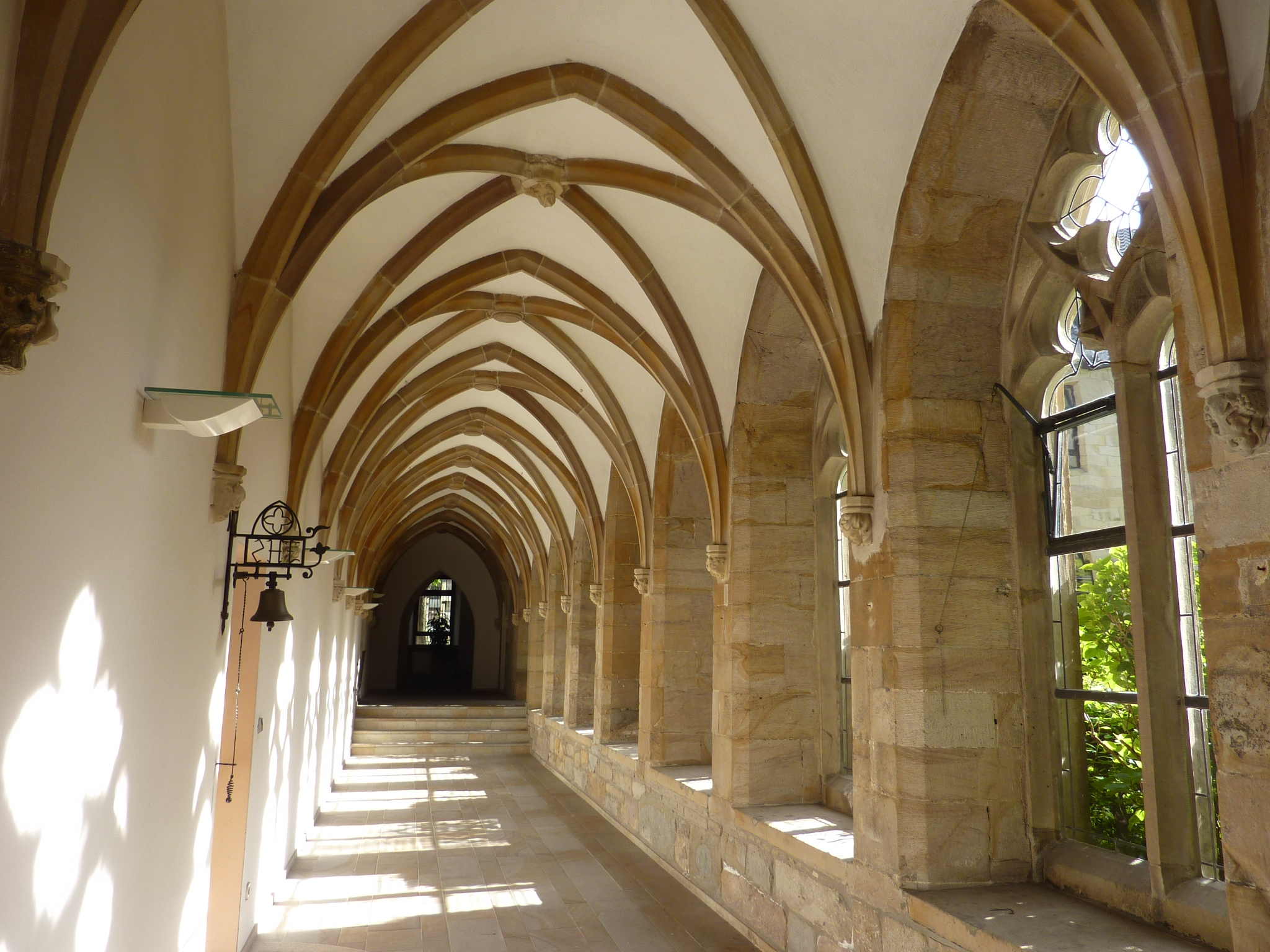
Propsteikirche, Kreuzgang, 2013

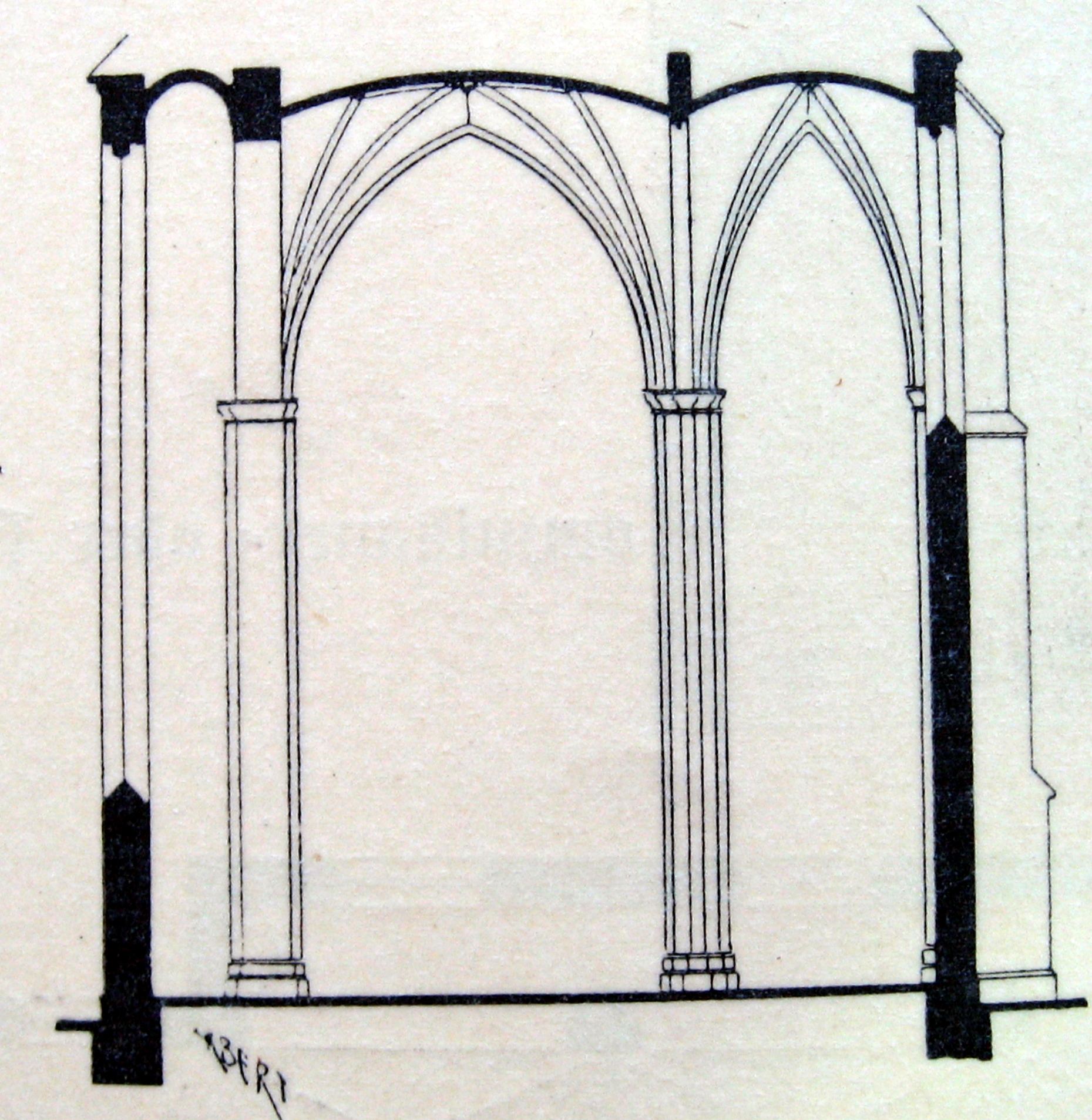
Querschnitt der Propsteikirche, Zeichnung von Albert Ludorff

Der 1215 gegründete Dominikanerorden versuchte ab 1309 mehrfach, sich in Dortmund anzusiedeln. Dies gelang zunächst jedoch nicht, die Ordensleute wurden wiederholt vertrieben. Im Jahre 1330 gelang dies schließlich doch, und das Dominikanerkloster wurde als drittes Kloster der Reichsstadt Dortmund gegründet. Zwischen 1331 und 1353 errichtete der Orden dann ein erstes Kirchenbauwerk.
Diese Kirche wurde als dreijochiger Chor mit einem 5/8-Schluss ausgeführt. Nach Fertigstellung erfolgte die Kirchweihe im Jahre 1354. Schon bald wurde die Kirche erweitert. Der Anbau eines asymmetrischen, dreischiffigen, dreijochigen Langhauses zur gotischen Hallenkirche wurde 1404 zunächst ohne Gewölbe begonnen. Das nördliche Seitenschiff wurde dabei erheblich schmaler ausgeführt. Nach der Fertigstellung des Gewölbes wurde die Kirche im Jahre 1458 geweiht. Das spätgotische Bauwerk wurde im Stil einer Bettelordenskirche ohne einen Kirchturm errichtet. Dem vorrangigen Sinn, Ort des Gebets der Klostergemeinschaft zu sein, entspricht das nahezu gleiche Längenverhältnis von Chor und Langhaus.
Albert Ludorff schildert den Baukörper 1894 wie folgt:

„Das nördliche Seitenschiff sehr schmal mit Tonnengewölbe. Im Mittelschiff Sterngewölbe; im südlichen Seitenschiff, Chor und Sakristei Kreuzgewölbe mit Rippen und Schlußsteinen. Pfeiler nach Norden rechteckig mit Pfeilervorlagen im Seitenschiff, mit runden Diensten im Mittelschiff. Nach Süden Säulen mit je vier runden Diensten, ebendaselbst sowie im Chor runde Wanddienste. Strebepfeiler schmucklos.“

Im Jahre 1521 wurde dann die Sakristei, die heutige Andachtskapelle eingewölbt.
Das Kloster der Dominikaner wurde 1816 als Folge der Säkularisation aufgehoben.

### Römisch-katholische Pfarrkirche

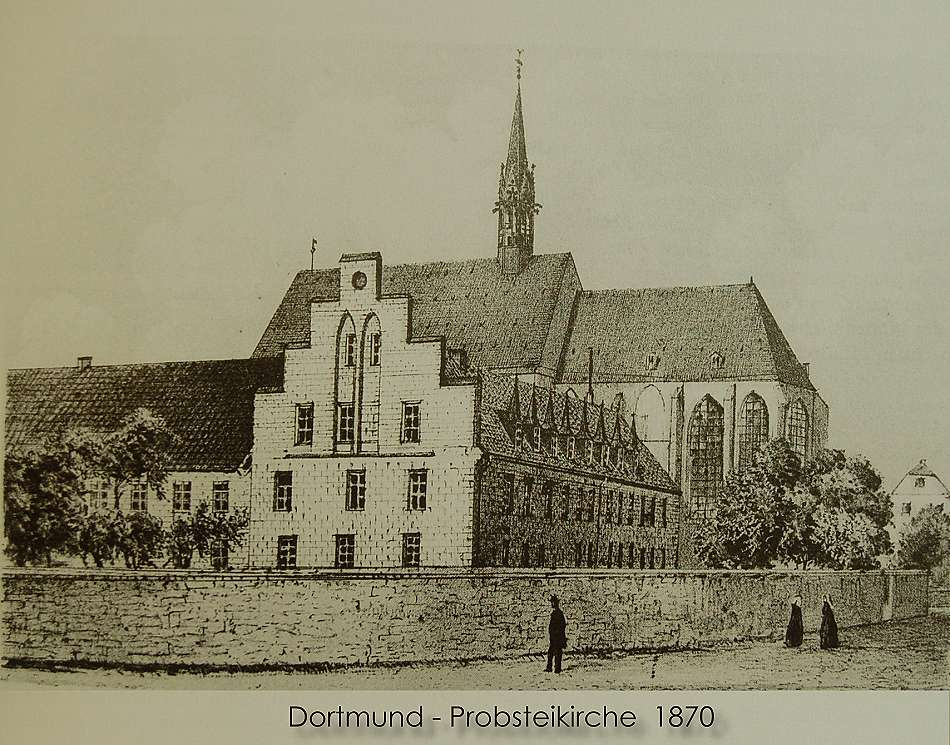
Propsteikirche um 1870

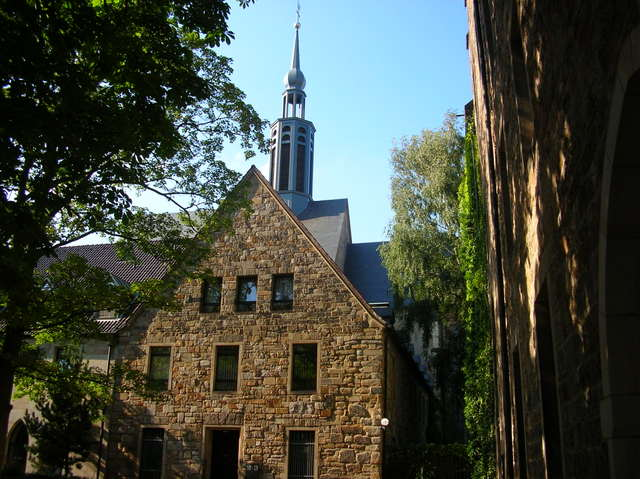
Propsteikirche und Propsteihof

In der Reformation wurden zunächst alle vier innerstädtischen Kirchen Dortmunds evangelisch. Gegen 1800 waren die beiden anderen Klöster verfallen und 1819 wurde St. Johannes Baptist die erste katholische Pfarrkirche in Dortmund nach der Reformation. Die Kirche wurde 1859 zur Propsteikirche erhoben. Die ehemaligen Klostergebäude fanden als Pfarrhaus und Schulgebäude neue Verwendung.
Im Schulhaus des Propsteihofes wurde am 17. Januar 1820 der Kunsthistoriker Wilhelm Lübke geboren. Ein Gedenkstein am ehemaligen Lehrerhaus erinnert daran.
Während der Industrialisierung und dem damit verbundenen Zuzug vornehmlich römisch-katholischer Arbeitskräfte aus dem Osten stieg die Anzahl der Gemeindemitglieder stark an. Die Gemeinde wuchs auf etwa 30.000 Mitglieder. Um die Gemeindemitglieder besser verwalten zu können, kam es zu zahlreichen Abpfarrungen. Die erste Neugründung, die aus der Propsteigemeinde hervorging, war die naheliegende Liebfrauenkirche. Vor dem Zweiten Weltkrieg zählte die Gemeinde 12.000 Mitglieder.
Der Propst der Gemeinde war Mitte des 19. Jahrhunderts maßgeblich an der Gründung des St.-Johannes-Hospitals beteiligt.
Im Zweiten Weltkrieg wurde die Kirche 1943 bei Bombenangriffen auf die Dortmunder Innenstadt bis auf die Umfassungsmauern zerstört. Die wichtigsten Kunstschätze der Kirche waren jedoch zuvor ausgelagert worden, sodass sie den Krieg überstanden. Der Wiederaufbau der Kirche wurde zwischen 1947 und 1964 vollzogen.
Im Zusammenhang mit dem Wiederaufbau wurde 1954 auch der heutige, als Stahlkonstruktion gefertigte Dachreiter an historischer Stelle aufgesetzt. In diesem befinden sich seitdem vier Glocken, die im Ton auf die anderen Kirchen der Innenstadt abgestimmt sind.
Vom ursprünglichen dreiflügligen Klosterbauwerk, das zwischen 1331 und 1428 errichtet wurde, und seinen Nebengebäuden, wie Brauhaus, Bäckerei und Mühle, sind im Original nur Teile des Ostflügels erhalten. Dieser wurde nach Zerstörungen im Zweiten Weltkrieg zwischen 1947 und 1966 wiederhergestellt.
Die Propsteigemeinde betreibt in Kooperation mit der Liebfrauengemeinde mit dem Christinenstift ein Seniorenheim und den Kindergarten Liebfrauen.
Im Rahmen der Errichtung des römisch-katholischen Zentrums wurde 1982 der Südflügel und der nördliche Kreuzgang erneuert.
Am 1. September 2005 wurde die Turmspitze mit Wetterhahn erneuert. Die neue, rund sieben Meter hohe und 350 Kilogramm schwere Konstruktion aus Edelstahl besteht aus Kugel, Kreuz und Wetterhahn und wurde mit Hilfe eines Hubschraubers auf das Kirchenbauwerk gehoben.
Die Kirche ist mit Pfarr- und Wohnhaus als Baudenkmal in die Denkmalliste der Stadt Dortmund eingetragen.

## Kunstschätze

### Altar des Derick Baegert
Zu den herausragenden Kunstschätzen der Propsteikirche gehört ein spätgotisches Hochaltar-Retabel des Weseler Malers Derick Baegert aus den 1470er Jahren. Auf der linken Tafel findet sich im Hintergrund die älteste Abbildung der Stadt Dortmund. Der insgesamt 7,80 Meter breite und 2,30 Meter hohe Altar beeindruckt durch den Figurenreichtum und die Fülle der im realistischen Stil dargestellten Szenen.
|  |  |  |

Der dreiflügelige Altar des Derick Baegert
Der linke Flügel stellt die heilige Sippe dar, insgesamt 25 Männer und Frauen. In einer grünen, sanft hügligen Landschaft vor einer Burg und der Stadtsilhouette von Dortmund sind die mit Namen versehenen Figuren um den Thron der heiligen Maria mit dem Jesuskind gruppiert. Auf der Rückseite der Tafel findet sich unter anderem die Stifterfigur des Dominikanerpriors Johann von Asseln.

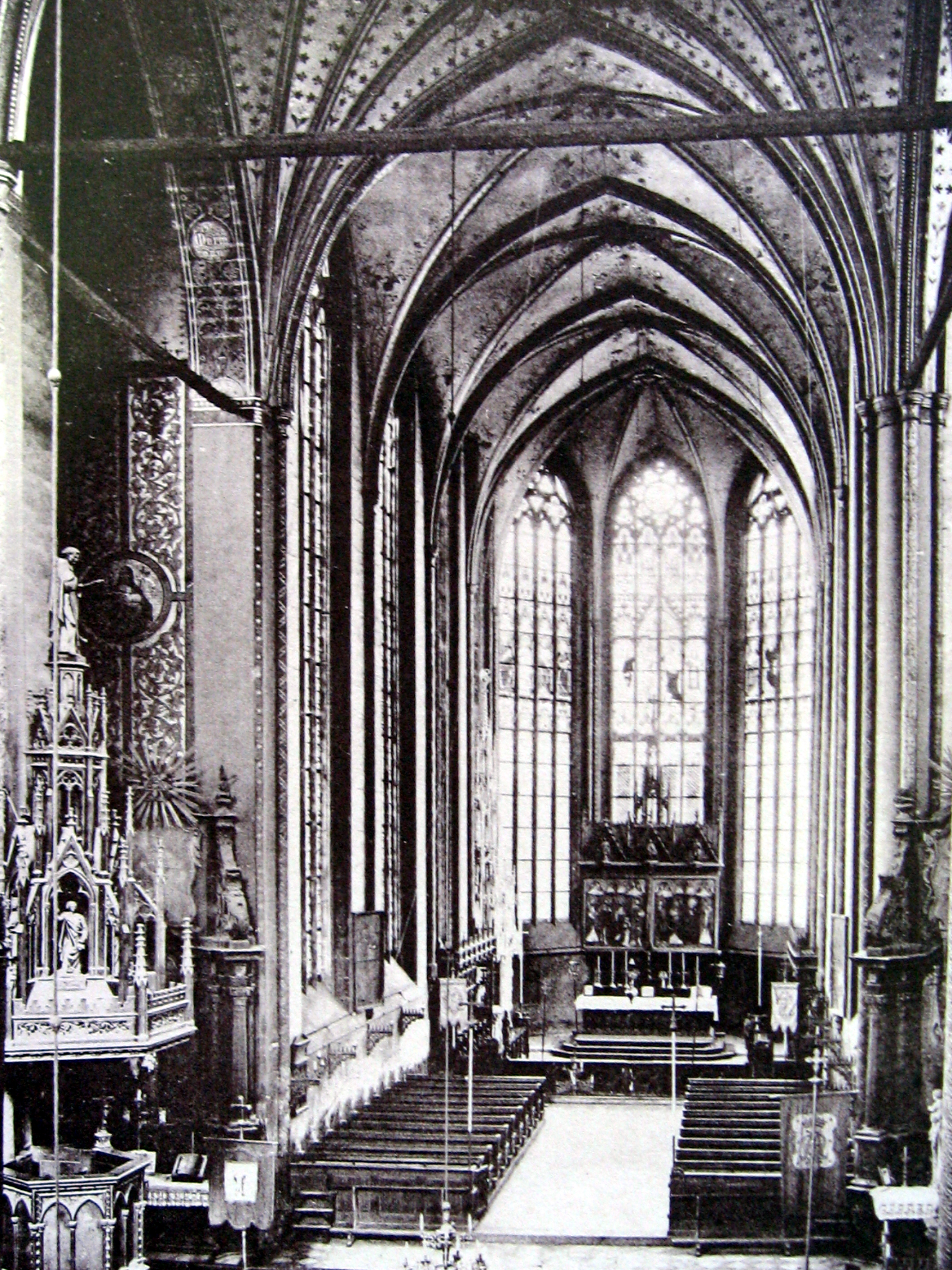
Blick aus dem Langhaus in den dreijochigen Chor der Propsteikirche, am Ende des Chores steht das – geschlossene – Baegertretabel, Foto um 1894

Die große, mittlere Tafel (Breite: 3,90 Meter) zeigt vor dem Hintergrund einer eindrucksvollen Stadtkulisse, laut Rolf Fritz der Jerusalemer Tempel, die Kreuzigungsszene. Links befindet sich hinter einer Gruppe um die heilige Veronika mit dem Schweißtuch ein Selbstbildnis des Malers, nach Elisabeth Baxhenrich-Hartmann das älteste bekannte Selbstbildnis eines Malers in Nordwesteuropa. Im Hintergrund wird in kleinen Szenen die Geschichte der Kreuzigung bis zur Kreuzabnahme und Grablegung erzählt.
Im Zentrum dieser Tafel steht das Kreuz mit dem gestorbenen Jesus. Aus dem Lanzenstich in die Seite fließt Blut. Maria Magdalena umklammert das Kreuz, dessen realistische Verankerung mit Keilen in einer Steinfassung ins Auge fällt. Im Hintergrund steht eine große Gruppe Bewaffneter in reich geschmückten Gewändern, zum Teil zu Pferde. Im Kontrast zur ohnmächtig niedersinkenden Maria und ihren Helfern wirkt die Gruppe der Kriegsleute unbeteiligt und scheint das Geschehen nicht zu registrieren. Die Mittelgruppe wird begrenzt durch die Kreuze der beiden Mitverurteilten, links der böse, rechts der bereuende Schächer. Der Himmel hinter den Szenen, in leuchtendem Goldgrund ausgeführt, hebt die Stadtkulisse und eine windmühlenbestandene Hügelkette hervor. Rechts von der Kreuzigungsszene geraten die um den Besitz Jesu würfelnden Söldner in Streit und gehen mit dem Messer aufeinander los.
Der rechte Flügel zeigt die Anbetung der heiligen drei Könige. Vor einem stilisierten Stall befindet sich die heilige Familie, umstanden von den Königen mit ihren Geschenken. Aus der mittelalterlichen Landschaft im Hintergrund nähert sich das berittene Gefolge, bewaffnet und teilweise auf Musikinstrumenten spielend. Kleine Engelfiguren schweben über Maria und dem Kind und tragen einen Baldachin.
In 1851/1852 restaurierte Johann Friedrich Welsch umfassend die dreiflügeligen Altartafeln.

### Weitere Sehenswürdigkeiten

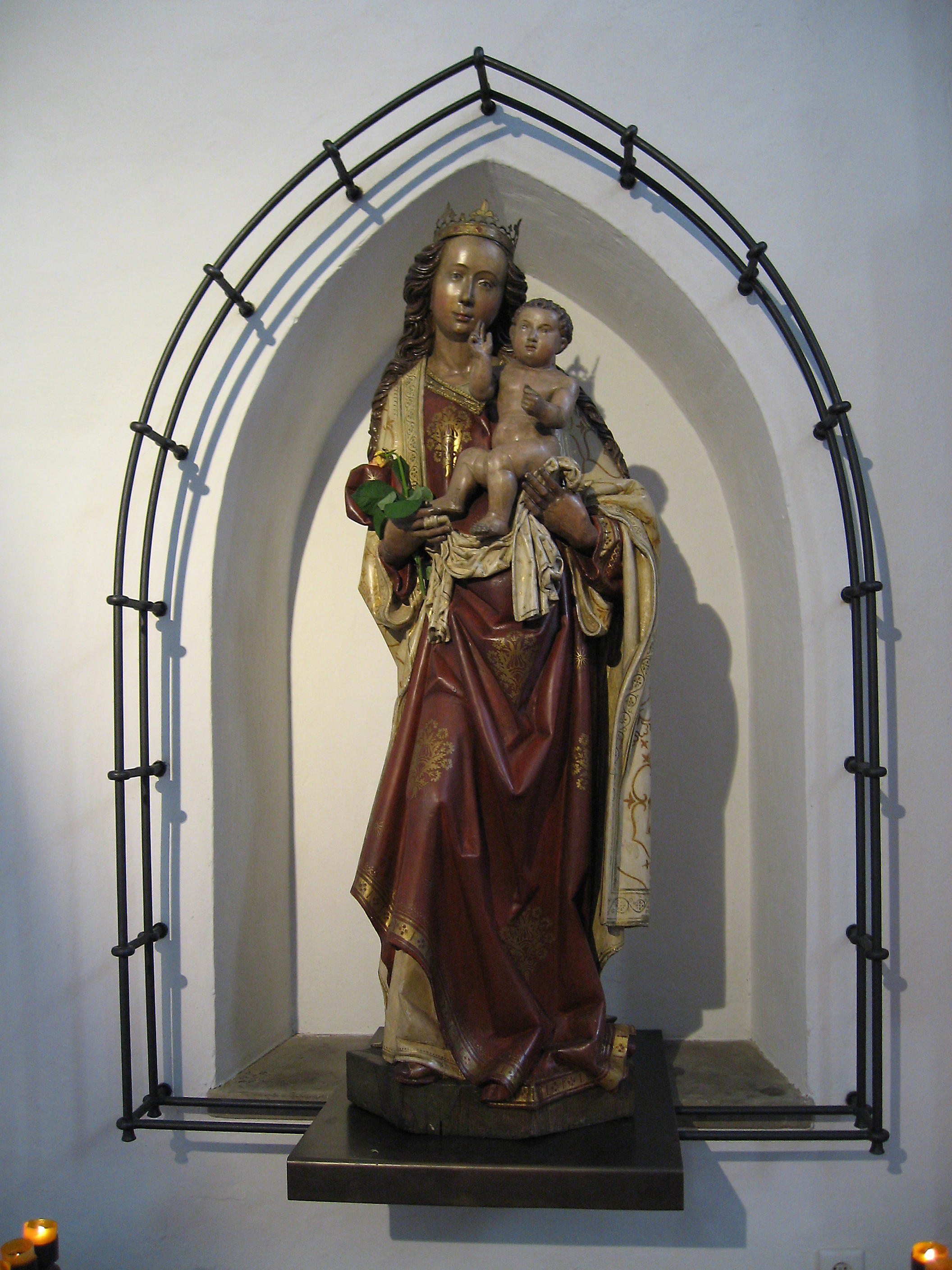
Maria mit Kind, heutiger Zustand (vermutlich Meister Tilman)

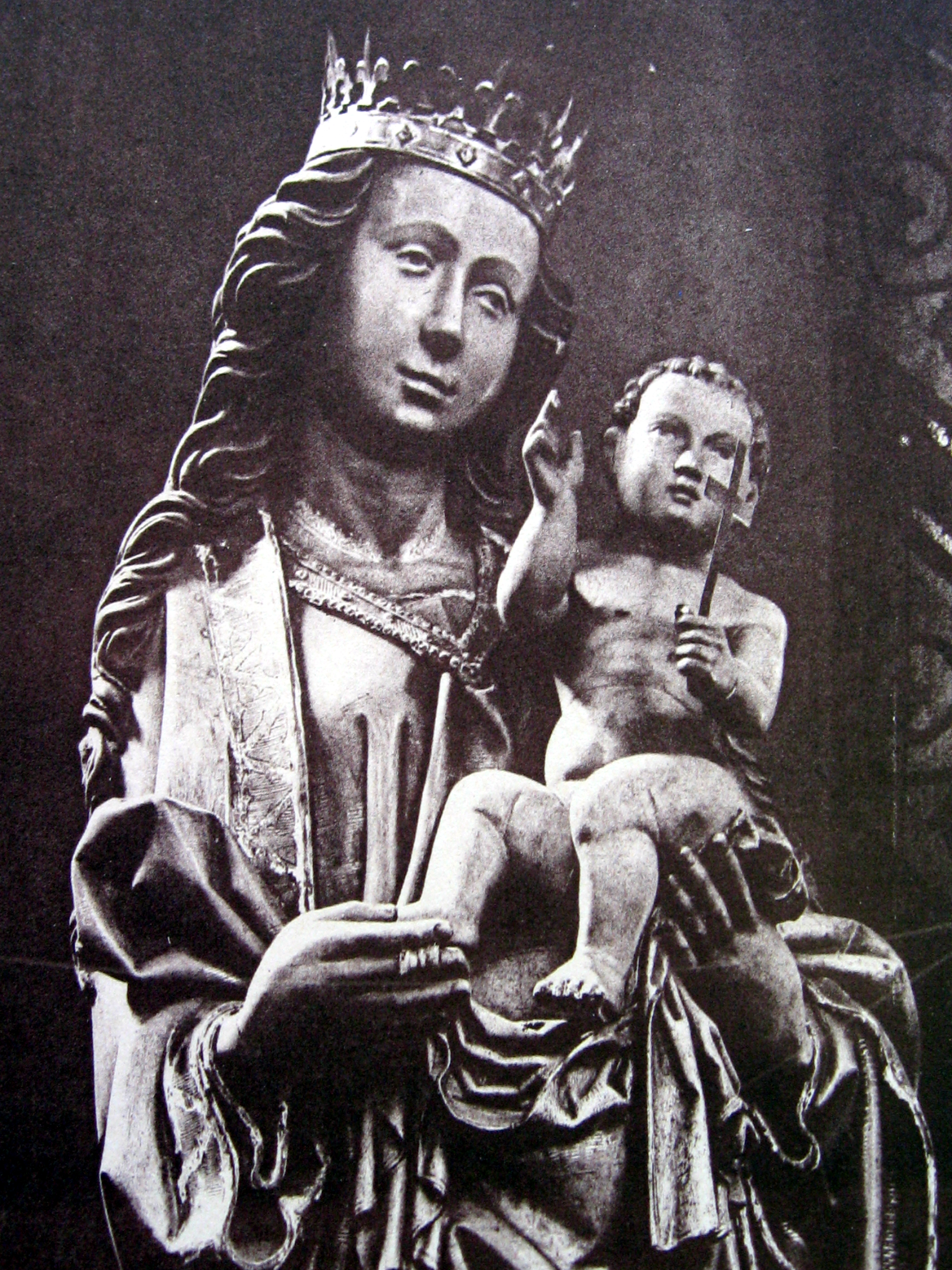
Maria mit Kind, Foto Ludorff 1894

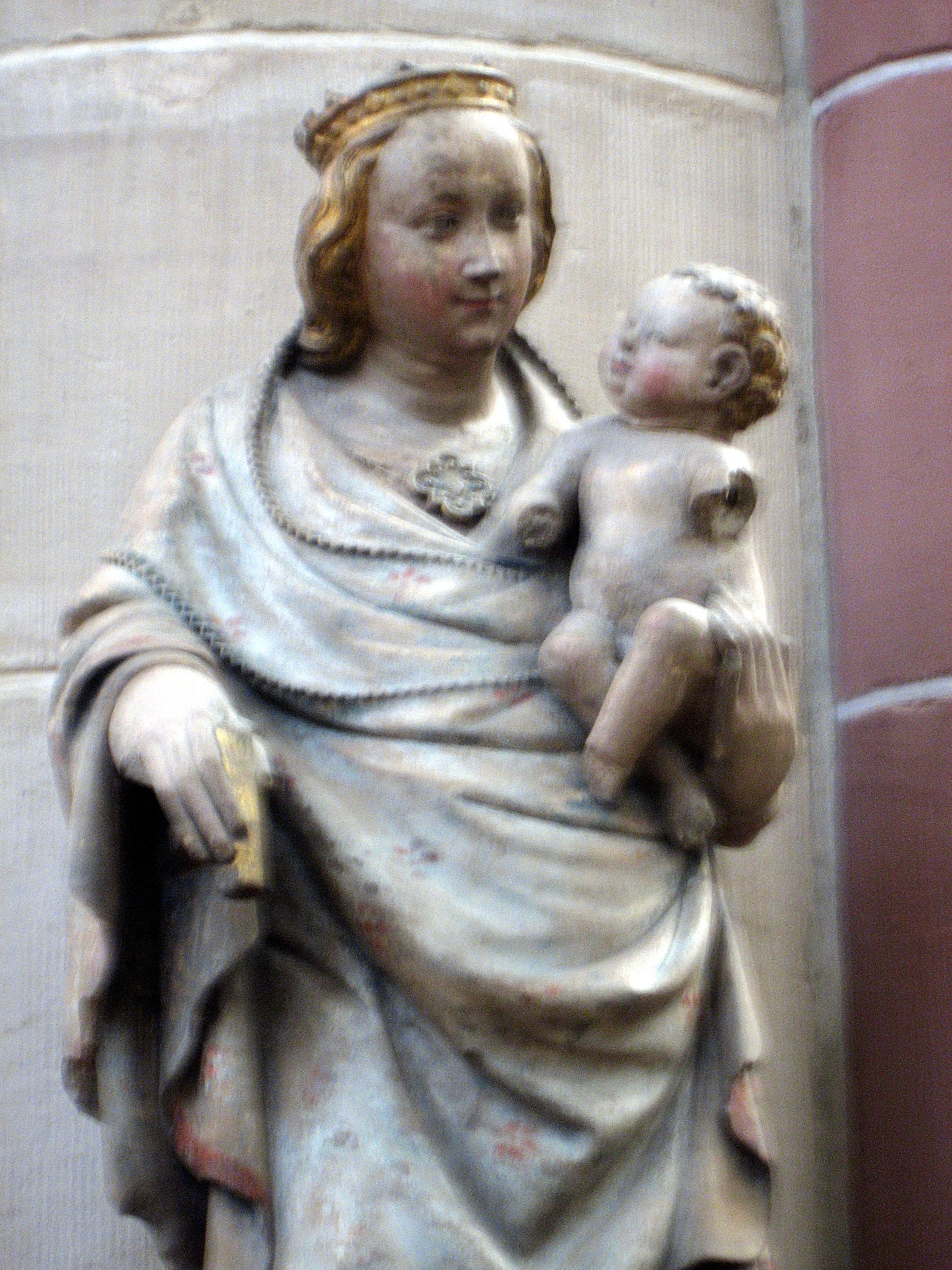
Marienstatue um 1420 im Hauptschiff

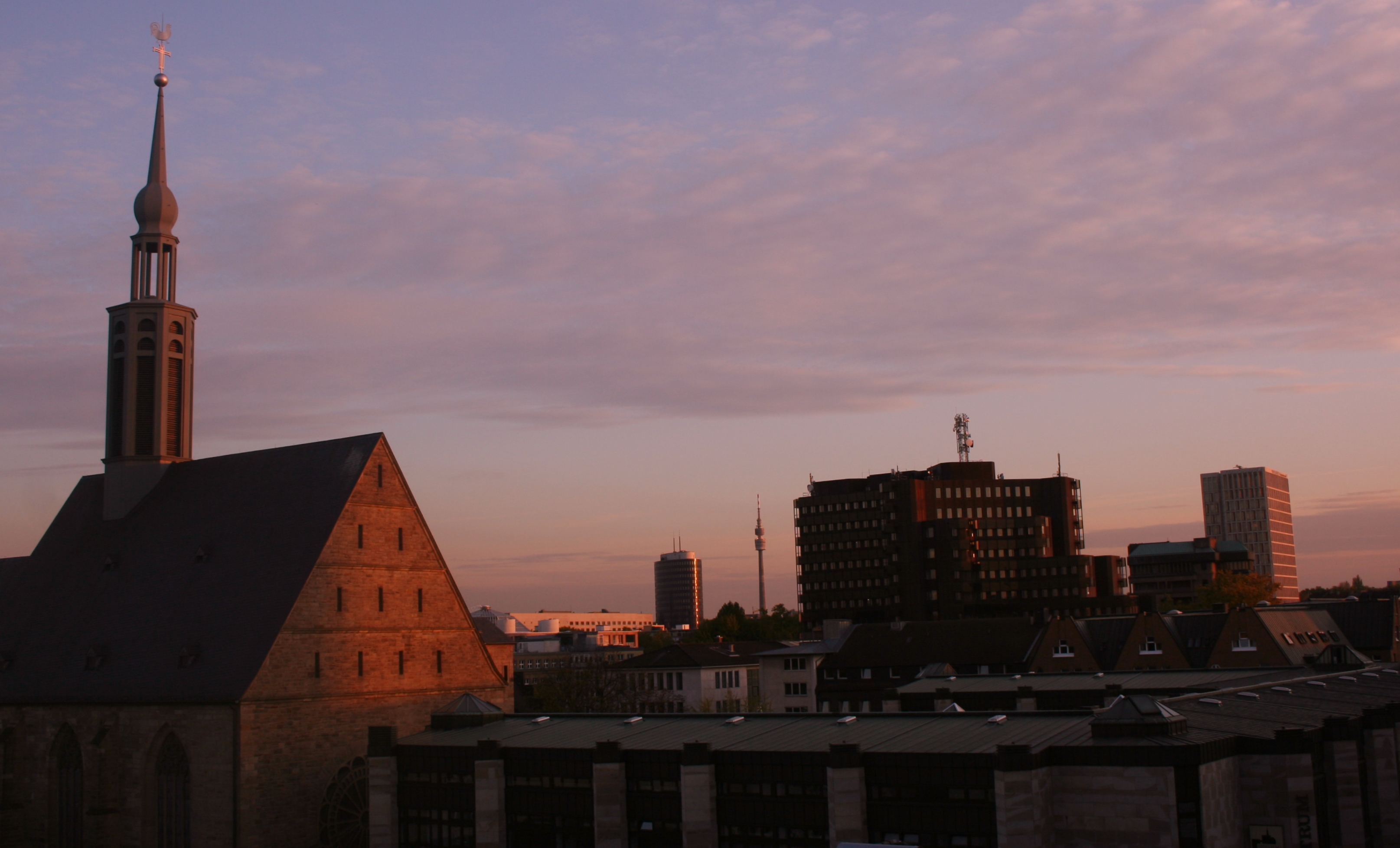
Propsteikirche im Gesamtkontext südliche Innenstadt

Weiterhin erwähnenswert ist ein Fragment eines Retabels der Rosenkranzbruderschaft des Kölnischen Meisters Hilgardus aus dem Jahr 1523. In der Kirche sind zudem eine Stiftertafel des 15. Jahrhunderts und ein Graduale aus dem 14. Jahrhundert zu sehen.
Die Statue der Muttergottes mit dem Kinde stammt aus der Kölner Bildschnitzerwerkstatt des Meisters Tilman. Sie wurde von Hans Peter Hilger noch Tilman van der Burch zugeschrieben und auf eine Entstehung vor 1480 datiert. Die 1,57 Meter hohe Figur im Stil der ausgehenden Spätgotik steht im nördlichen Seitenschiff. Ursprünglich war sie am südlichen Mittelpfeiler des Mittelschiffs aufgestellt.
Die Statue ist bis auf kleinere Schäden an der Fassung insgesamt gut erhalten. Wie das Foto von Ludorff zeigt, trug das Kind im 19. Jahrhundert ein Kreuz in der linken Hand. Laut Rinke ist die Figur von der Rückseite ausgehöhlt und mit einem gewölbten Brett verschlossen. Möglicherweise wurde die Fassung im 19. Jahrhundert erneuert.
Ins Auge fällt die lebendige Körperhaltung der zugleich irdischen und himmlischen Marienfigur im Stil einer Hodegetria. Der reiche Faltenwurf des Kleides und des Mantels betonen die Körperhaltung. Das unbekleidete Christkind scheint den Betrachter anzusehen. Das lange Haar, das unter der Lilienkrone hervorquillt, symbolisiert die Jungfräulichkeit Marias.
Eine weitere Marienstatue unbekannter Herkunft befindet sich an einer Säule des westlichen Hauptschiffs. Sie entstand laut R. Fritz um 1420 in der Tradition der Schönen Madonnen. Die 1,03 Meter hohe Figur zeigt nur noch Reste der ursprünglichen Vergoldung und Fassung. Die Arme des Jesuskindes fehlen, auch die Krone Marias ist beschädigt und war ursprünglich höher. Laut Wolfgang Rinke wurde die Figur 1948 im Museum Cappenberg in unbekanntem Umfang restauriert.
Die Haltung der Figur reflektiert den traditionellen Madonnentyp der Hodegetria. Krone und Reste eines Zepters zeigen Maria als Himmelskönigin. Der schwere Mantel weist an den Rändern Reste einer dunkelroten Bemalung auf. Körper und Gesicht Marias wirken bäuerlich und eher rundlich. Auffällig ist das übergroß gestaltete, dem Betrachter zugewandte Ohr des Jesuskindes.
Die Propsteikirche birgt seit 1982 als Reliquie ein Knochenstück des Heiligen Reinoldus, das anlässlich der 1100-Jahr-Feier nach Dortmund zurückkam.

## Orgel

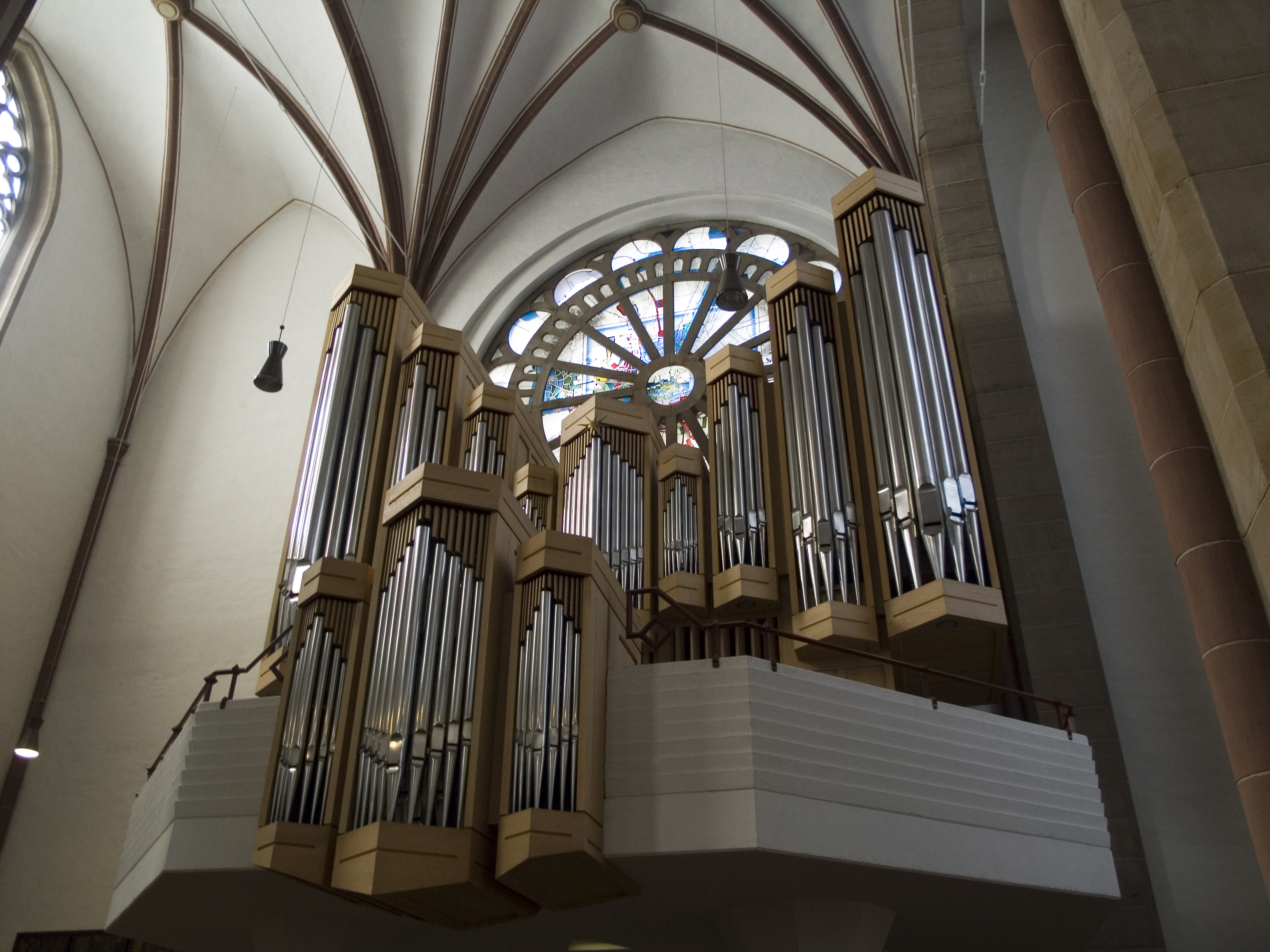
Blick auf die Orgel

Die Orgel der Kirche, im Jahre 1988 durch den Orgelbauer Siegfried Sauer erbaut, wird häufig für Konzerte genutzt. Die Orgel vertritt den Typus der Universalorgel und verfügt über 53 Register, verteilt auf drei Manuale und Pedal. Sie besitzt eine mechanische Spiel-Traktur und mechanisch-elektrische Koppeln. Auf der Sauer-Orgel wurden bislang zwei CD-Produktionen eingespielt. 2015 wurde die Orgel durch die Firma Orgelbau Mühleisen (Leonberg) saniert; in diesem Zuge wurden drei Sub- und eine Superoktavkoppeln hinzugefügt, und die Disposition geringfügig überarbeitet. Die bisherige 64fache Setzerkombination wurde durch eine wesentlich umfangreichere ersetzt.
| I Hauptwerk C–g3 |                   |       |     |
| 01.              | Prinzipal (ab c0) | 16′   |     |
| 02.              | Oktave            | 08′   |     |
| 03.              | Spitzflöte        | 08′   |     |
| 04.              | Flute harmon.     | 08′   | (N) |
| 05.              | Oktave            | 04′   |     |
| 06.              | Rohrflöte         | 04′   |     |
| 07.              | Quinte            | 2 ⁄3′ |     |
| 08.              | Superoktave       | 02′   |     |
| 09.              | Cornett V         | 08′   |     |
| 10.              | Mixtur IV-VI      | 02′   |     |
| 11.              | Trompete          | 16′   |     |
| 12.              | Trompete          | 08′   |     |
|                  | Tremulant         |       |     |

| II Rückpositiv C–g3 |                |       |     |
| 13.                 | Prinzipal      | 08′   |     |
| 14.                 | Quintade       | 08′   |     |
| 15.                 | Gedeckt        | 08′   |     |
| 16.                 | Oktave         | 04′   |     |
| 17.                 | Koppelflöte    | 04′   |     |
| 18.                 | Blockflöte     | 02′   |     |
| 19.                 | Quinte         | 1 ⁄3′ |     |
| 20.                 | Sesquialter II | 2 ⁄3′ |     |
| 21.                 | Scharff        | 01′   | (N) |
| 22.                 | Dulzian        | 16′   |     |
| 23.                 | Schalmey       | 08′   | (N) |
|                     | Tremulant      |       |     |

| III Schwellwerk C–g3 |                       |        |     |
| 24.                  | Bordun                | 16′    |     |
| 25.                  | Holzprinzipal         | 08′    |     |
| 26.                  | Bleigedackt           | 08′    |     |
| 27.                  | Viola da Gamba        | 08′    |     |
| 28.                  | Vox Coelestis         | 08′    |     |
| 29.                  | Italienisch Prinzipal | 04′    |     |
| 30.                  | Traversflöte          | 04′    |     |
| 31.                  | Nasat                 | 2 ⁄3′  |     |
| 32.                  | Waldflöte             | 02′    |     |
| 33.                  | Terz                  | 1 3⁄5′ |     |
| 34.                  | Septime               | 1 ⁄7′  |     |
| 35.                  | Sifflöte              | 01′    |     |
| 36.                  | Mixtur V              | 2 ⁄3′  |     |
| 37.                  | Fagott                | 16′    |     |
| 38.                  | Oboe                  | 08′    |     |
| 39.                  | Vox humana            | 08′    |     |
| 40.                  | Trompette harmon.     | 08′    | (N) |
|                      | Tremulant             |        |     |
|                      | Zimbelstern           |        |     |
|                      | Glocken               |        |     |

| Pedal C–f1 |                |         |     |
| 41.        | Untersatz      | 32′     | (N) |
| 42.        | Prinzipal      | 16′     |     |
| 43.        | Subbaß         | 16′     |     |
| 44.        | Quintbaß       | 10 2⁄3′ |     |
| 45.        | Oktavbaß       | 08′     |     |
| 46.        | Gedecktbaß     | 08′     |     |
| 47.        | Oktave         | 04′     |     |
| 48.        | Rohrpfeife     | 04′     |     |
| 49.        | Nachthorn      | 02′     |     |
| 50.        | Hintersatz III | 2 ⁄3′   |     |
| 51.        | Posaune        | 16′     |     |
| 52.        | Trompete       | 08′     |     |
| 53.        | Clairon        | 04′     |     |

- Koppeln:
  - Normalkoppeln: II/I, III/I, III/II, I/P, II/P, III/P
  - Oktavkoppeln: Sub III/I, Sub III/II, Sub III/III, Super III/III
- Spielhilfen: elektronische Setzeranlage über 1.000.000fach
- Anmerkung
 (N) = Im Zuge der Restaurierung 2015 hinzugefügtes Register (Mühleisen, Leonberg)

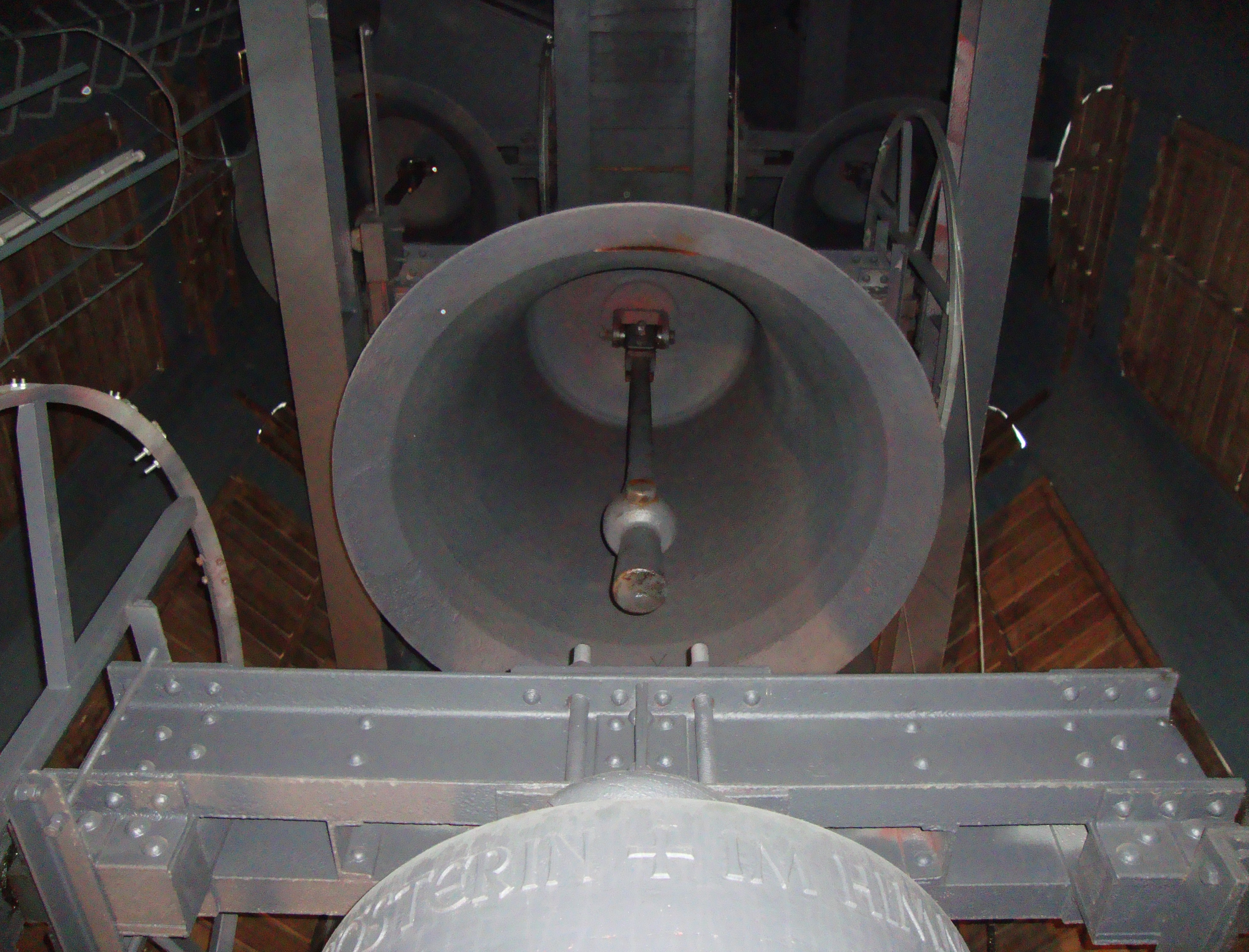
Glockenstuhl

## Glocken
Im Dachreiter befinden sich vier Glocken des Bochumer Vereins aus dem Jahre 1952
in folgender Hängung: Die große Glocke St. Maria hängt zu unterst, darüber Glocke 2 (St. Joseph) und über dieser die beiden kleinen Glocken 3 und 4 (St. Johannes Baptist und St. Dominicus) nebeneinander.
| Glocke | Name                 | Gewicht | Durchmesser | Schlagton | Inschrift                                                       |
| ------ | -------------------- | ------- | ----------- | --------- | --------------------------------------------------------------- |
| 1      | St. Maria            | 2230 kg | 1803 mm     | h°-5      | + IM HIMMEL IST SIE KÖNIGI0N + UND ALLER WELT EIN’ TRÖSTERIN. + |
| 2      | St. Joseph           | 1570 kg | 1600 mm     | cis'-5    | + STEH BEI UNS IM KAMPFE MIT DEN MÄCHTEN DER FINSTERNIS. +      |
| 3      | St. Johannes Baptist | 0930 kg | 1345 mm     | e'-5      | + CHRISTUS MUSS WACHSEN + ICH MUSS ABNEHMEN. +                  |
| 4      | St. Dominicus        | 0625 kg | 1180 mm     | fis'-5    | + PREDIGE DAS WORT GOTTES + OB GELEGEN ODER UNGELEGEN. +        |